# 친왕 선하
친왕 선하(親王宣下) 또는 내친왕 선하(内親王宣下)은 황족의 자녀에게 친왕 또는 내친왕의 지위를 주는 것이다. 여기서는 주로 일본 황실에 대해 기록한다.

## 개요
메이지 시대 이전에는 비록 천황의 자녀라 해도 친왕 선하를 받지 않는 한, 친왕 또는 내친왕을 자칭할 수 없었다. (참고 : 요시미네노 야스요, 미나모토노 타카아키라, 모치히토 왕) 반대로, 세습친왕가의 당주 등 천황의 손자 이하 세대에 해당하는 황족이라도 친왕 선하를 받아 친왕 또는 내친왕이 되는 경우도 있었다. (4천왕가 : 아리스가와노미야 궁가, 카츠라노미야 궁가, 칸인노미야 궁가, 후시미노미야 궁가, 가마쿠라 ~ 무로마치 시대에 걸쳐 존재한 토키와이노미야가 세습친왕가의 시작이라고 알려져있다.)
친왕 선하가 시작된 때는 준닌 천황 이후이다.
예를 들어 모치히토 왕은 고사이 천황의 타다노미야(貞宮), 후세의 비쿠니고쇼는 선하가 없었으므로 제왕이다.
이에, 손자에 해당하는 왕이어도 선하를 내리면 친왕이며, 그 첫번째는 코이치죠인의 아츠사다 친왕, 아츠모토의 2왕 및 儇子, 카코의 2왕녀이다. 2왕은 산조 천황의 황자에 준해 친왕이었고, 2왕녀는 천황의 양녀로써 내친왕의 선하가 있었다.
이 제도에 의해 친왕 선하를 받은 사람으로 마지막까지 살아있던 사람은 1945년 (쇼와 20년) 5월에 사망한 칸인노미야 코토히토 친왕이다. 마지막으로 친왕 선하를 받은 인물은 1886년 (메이지 19년) 5월에 선하를 받은 히가시후시미노미야 요리히토 친왕, 친왕 선하를 받은 사람 중 가장 젊은 사람은 1875년 (메이지 8년) 1월생인 카쵸노미야 히로아츠 친왕이다.

### 현대
현대에는 황실전범 제6조에 의해, 적출 황자 및 적남계 적출 황손이 친왕 또는 내친왕으로 정해져 있고, 황족은 태어나면서부터 지위가 정해져 있기 때문에, 친왕 선하의 형태로 왕 등 왕족에게 친왕 위치를 주는 제도는 없어졌다. 그러나, 왕이 천황에 즉위한 경우, 그 천황의 형제 자매인 왕 또는 여왕에게 친왕 또는 내친왕의 지위를 부여하는 것이 황실전범 제7조에서 정하는 것 외에, 황실전범 제6조에서 정하는 3세대 이하의 적남계 적출의 후손, 즉 왕 또는 여왕이 황위 계승에 의하여 2세대 이내가 되면 자동적으로 친왕 및 내친왕의 지위를 부여받는다고 해석한다.